# Agia Varvara (Attica)
Agia Varvara o Agia Barbara (in greco Άγια Βαρβάρα?) è un comune della Grecia situato nella periferia dell'Attica (unità periferica di Atene Occidentale) con 30 562 abitanti secondo i dati del censimento 2001.

## Monumenti e luoghi d'interesse

### Architetture religiose
- Chiesa di Agia Varvara